# Madlax
Madlax (マドラックス) est un anime de 26 épisodes produit par Bee Train et diffusé pour la première fois au Japon en 2004.

## Histoire
Cet anime nous raconte l'histoire de deux jeunes femmes sans passé et sans histoire.
Madlax, agent secret. Pas de nom, pas de passé, age apparent, 17 ans, juste une réputation de tueuse redoutée de tous qui exécute des missions spéciales données par un certain SSS depuis 3 ans sur les terres d'un royaume nommé Gazth-Sonika en Asie du Sud-Est, ravagé et rongé par la guerre civile depuis 12 ans. 
Margaret Burton, née le 14 juillet 1992, 17 ans au moment de l'histoire, lycéenne dans un pays d'Europe du nom de Nafrece. Une jeune fille issue du milieu aristocratique et sous la garde de sa gouvernante Eléanor semble souffrir d'une profonde amnésie, à la suite de la mort de ses parents dans un accident d'avion auquel elle a échappé miraculeusement.
Malgré ce qui les oppose, ces deux femmes semblent liées par un lien surnaturel. En effet, après l'accident d'avion, Margaret ne pouvait plus prononcer qu'un seul mot : Madlax...

## Personnages et doubleurs
- Madlax (Sanae Kobayashi)
- Margaret Burton (Hōko Kuwashima)
- Vanessa Rene (Satsuki Yukino)
- Eleanor Baker (Ai Uchikawa)
- Rimelda Jorg (Aya Hisakawa)
- Friday Monday (Masashi Ebara)
- Carossur Dawn (Toshiyuki Morikawa)
- Nahal (Chikayo Nakano)
- Kuanjitta Malice (Mako Hyoudou)
- Laeticia (Tomoko Kaneda)

## Musique

### Madlax O.S.T. 1
- Titre : Madlax O.S.T
- Sorti le : 21/07/2004
- Reference : VICL-61319
- Composition, arrangements, paroles : Yuki Kajiura
- Voix : Yuuka Nanri (Nowhere, Elenore, Cradle, Margalet, Hitomi no Kakera)
- Édité par : Victor Interactive

1. Galza
2. Nowhere / FictionJunction YUUKA
3. Limelda
4. Calm days
5. Midnight
6. A pursuit
7. Elenore
8. The story begins
9. Vanessa
10. To find your flower
11. No man's land
12. The day, too far
13. Calm violence
14. Cradle
15. Battlefield
16. Quanzitta
17. Enfant
18. In a foreign town
19. Flame
20. Dawnlight
21. Peace in your mind
22. Margalet
23. Hitomi no kakera (TV SIZE EDIT) / FictionJunction YUUKA

### Madlax O.S.T. 2
- Titre : Madlax O.S.T.2
- Sorti le : 22/09/2004
- Référence : VICL-61320
- Composition et arrangements : Yuki Kajiura
- Paroles : Yuki Kajiura
- Voix : Yuuka Nanri (We are one, Madlax, Inside your heart)
- Édité par : Victor Interactive
- Durée : 64 minutes 25

1. We are one
2. Your place
3. Open your box
4. Fall on you
5. Lost command
6. Saints
7. A plot
8. People are people
9. Complicated
10. Cannabinoids
11. Friday
12. If I die
13. Gazth-Sonika
14. Places of the holy
15. A tropical night
16. Hearts
17. Cold
18. We're gonna groove
19. Street corner
20. She's gotta go
21. Bank on me
22. I defend you
23. Madlax
24. Inside your heart (TV SIZE EDIT)